# Иван Батембергски
Иван Борисов Батембергски е български народен представител, юрист, студентски и спортен деятел.

## Биография
Роден в Русе, България на 19 септември 1904 г. Средно образование получава в родния си град. Завършва право в Софийския университет през 1930 г. Следващата година заминава за Франция, където специализира по право в Париж.
През 1932 г. постъпва като стажант при проф. Веселин Ганев. През 1935 г. е назначен за съдия в Софийския областен съд, след това за прокурор в същия съд. През 1939 г. е съдия в Бургас. След това става адвокат.

### Общественик
През 1925 г. е главатар в Русе на Български народен съюз „Кубрат“. В студентското национално движение представлява русенската организация. След завръщането му от Париж през 1932 г. оглавява Българския национален студентски съюз. През 1933 г. е избран за председател на БНСС. През 1939 г. е избран за председател на българската национална спортна федерация.
Избран е за народен представител в XXV общо народно събрание. Член е на комисия в НС, наблюдаваща Министерството на правосъдието. Като народен представител спасява живота на футболния треньор Илеш Шпиц на „Македония“ (Скопие).

### Семейство
Иван Батембергски е роден в семейството на Борис Янков Батембергски и Мария Григорова. Женен е за Радка Бенчева. Източно-православни. Към 1944 г. има дете на 5 г. Колега и приятел е на Иван Хаджииванов.

### Смърт
Убит е с приклад след прочитане на смъртната му присъда от Народния съд на 1 февруари 1945 г.
Присъдата му е отменена с Решение №243 на Върховния съд на 26 август 1996 г.